# مدار مجتمع برون‌خط کوچک

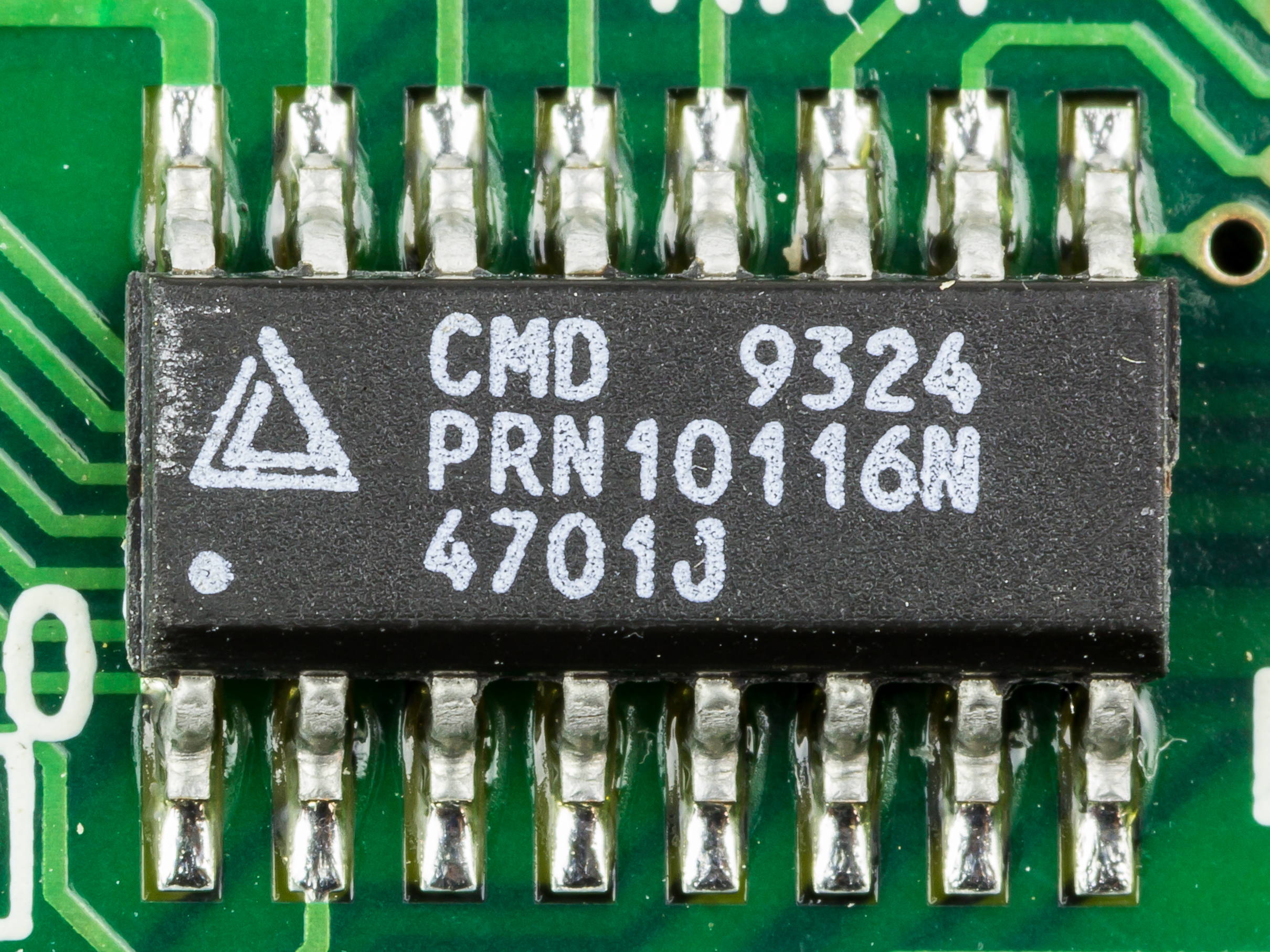
SOIC-16

مدار مجتمع برون‌خط کوچک (SOIC) (به انگلیسی: small outline integrated circuit) یک بسته مدار مجتمع (IC) نصب‌شده درسطح است که مساحتی حدود ۳۰ تا ۵۰ درصد کمتر از یک بسته ردیفی دوطرفه (DIP) معادل را اشغال می‌کند، با ضخامت نمونه ۷۰ درصد کمتر. آنها عموماً در همان طرح-پایه‌های آی‌سی دیپ همتای خود در دسترس هستند. . قرارداد نامگذاری بسته SOIC یا SO و به دنبال آن تعداد پایه‌ها می‌باشد. به عنوان مثال، یک ۴۰۱۱ ۱۴-پایه در یک بسته SOIC-14 یا SO-14 قرار می‌گیرد.

## استانداردهای جِدِک و جی‌تا/ایی‌آی‌اِی‌جِی
برون‌خط کوچک در واقع به استانداردهای بسته‌بندی IC از حداقل دو سازمان مختلف اشاره دارد:
- جدک (به انگلیسی: JEDEC):
  - MS-012 بال-مرغی دوطرفه پلاستیکی برون‌خط کوچک پلاستیکی، 1.27 MM گام بسته، 3.9 MM عرض بدنه.
  - نمایه بسیار ضخیم MS-013 ، خانواده برون‌خط کوچک پلاستیکی، گام ۱٫۲۷ میلی‌متر، عرض بدن ۷٫۵۰ میلی‌متر.
- جی‌تا (به انگلیسی: JEITA) (قبلا EIAJ که برخی از فروشندگان هنوز از آن استفاده می‌کنند):
  - بسته‌های قطعه نیم‌رسانا. (EIAJ نوع II هست ۵٫۳ میلی‌متر عرض بدنه و کمی ضخیم‌تر و درازتر از JEDEC MS-012 است)

با این حال، حداقل تگزاس اینسترومنتس و فرچایلد سمیکانداکتر به‌طور مداوم به JEDEC با عرض ۳٫۹ و ۷٫۵ میلی‌متر قطعاتی به عنوان «SOIC» و به EIAJ نوع II با عرض ۵٫۳ میلی‌متر قطعاتی به عنوان «SOP» اشاره می‌کنند.

## مشخصات کلی بسته
- اس‌اوآی‌سی (JEDEC)
- اس‌اوپی (JEITA/EIAJ)
- مینی-اس‌اوآی‌سی: یک نمای کلی از بسته های مختلف نیم‌رسانا توسط نشنال سمی‌کنداکتر ارائه شده است.[۲]

- بسته پایه-جِی برون‌خط کوچک (SOJ): نسخه‌ای از SOIC با سَرهای نوع-J به جای سَرهای بال-مرغان است.[۳]

## ضرایب شکل کوچکتر
پس از SOIC خانواده ای از ضریب شکل کوچکتر با فاصله پین کمتر از ۱٫۲۷میلی‌متر آمد:

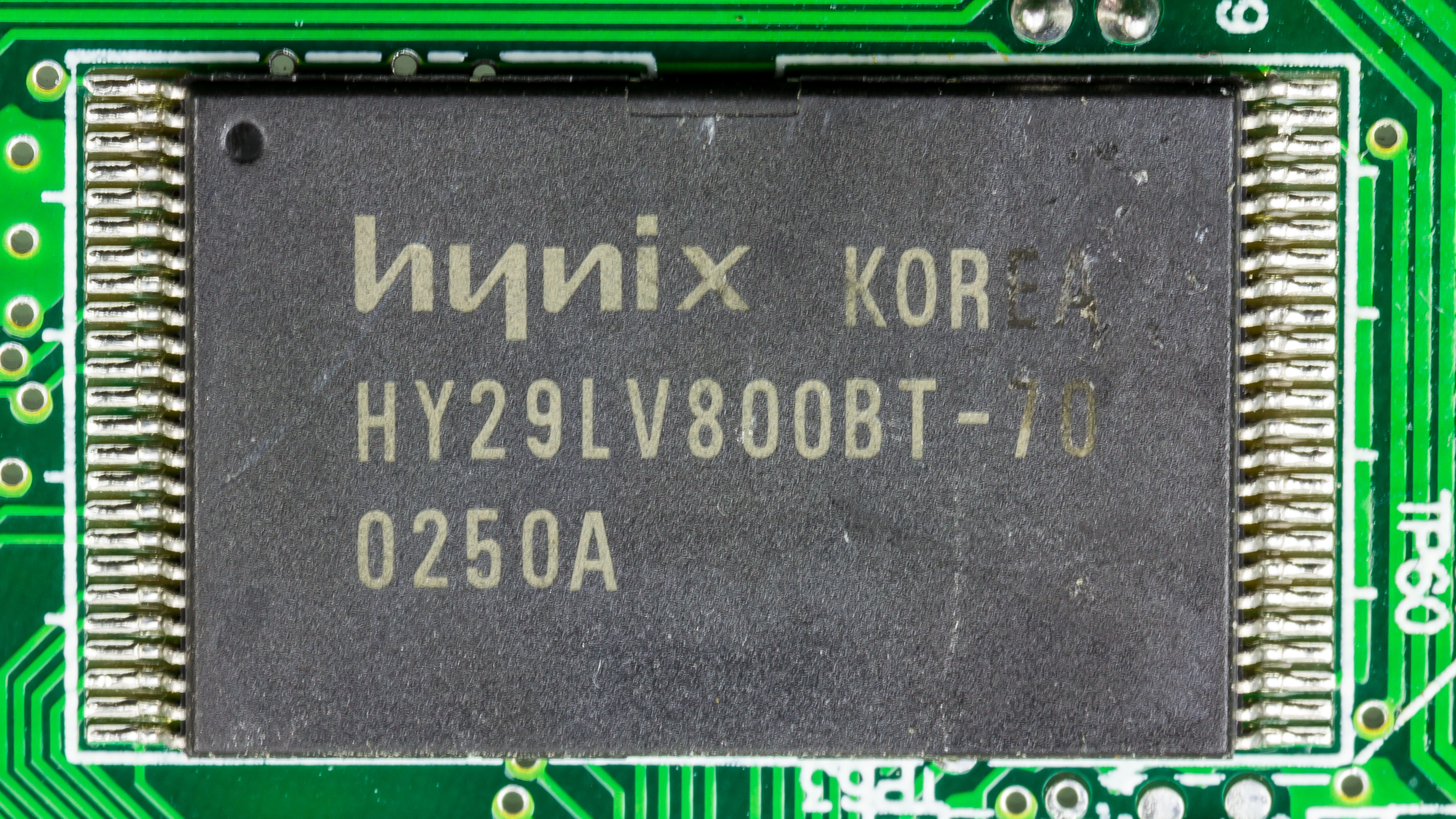
فلش مموری Hynix به‌صورت TSOP

- بسته برون‌خط کوچک نازک (TSOP)
- بسته طرح کوچک نازک-فشرده (TSSOP)